# Монофтонгизация в древнеанглийском языке
Монофтонгизация дифтонгов — дописьменный, позиционно не обусловленный переход древнегерманского двухфонемного сочетания ai в простой долгий гласный ā.

## Описание процесса
Согласно точки зрения ряда лингвистов (Г. Суит, К. Бюльбринг) причиной монофтонгизации явилось простое отпадение неслогового (второго) компонента дифтонга. В соответствии с более поздними взглядами исследователей образованию монофтонга предшествовал процесс палатализации ударного (первого) компонента бифонемного сочетания.

### Примеры
| Переход           | Праформа и соответствия в других языках |
| ----------------- | --------------------------------------- |
| прагерм. *ai > ā: | гот. ains > др.-англ. ān                |
|                   | гот. stains > др.-англ. stān            |
|                   | гот. hlaifs > др.-англ. hlāf            |
|                   | гот. aiþs > др.-англ. āþ                |